# Paranomalocaris
Paranomalocaris (del gr. παρά, para, "similar" o "cercano" y Anomalocaris: "similar a Anomalocaris") es un género de radiodontos posiblemente de la familia Anomalocarididae que vivió durante el período Cámbrico. Presenta apéndices frontales alargados divididos en numerosos segmentos. Sólo se conoce por fósiles de dos apéndices frontales encontrados en la Formación Wulongqin, al este de la provincia de Yunnan, China.

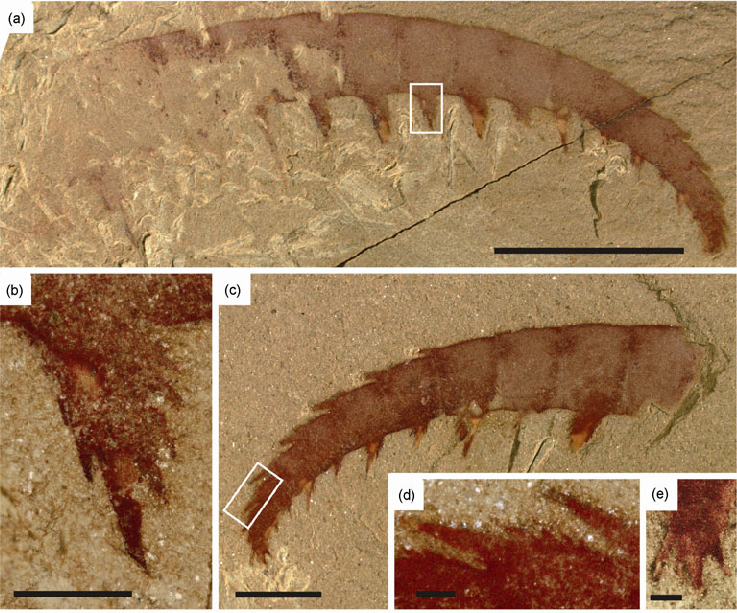
Fósiles de P. multisegmentalis

Se conocen solo dos especies, P. multisegmentalis y P. simplex. Los apéndices frontales por los que son conocidas miden de 3,2 a 3,3 cm de largo y son muy parecidos a los de Anomalocaris, pero el número de los podómeros (cada uno de los segmentos de los apéndices) es muy superior al de cualquier otra especie de Radiodonta, con al menos 17 segmentos y como máximo 24, de ahí que la especie tipo, P. multisegmentalis, adquiriera su nombre específico.